# 요우라촌 (구마모토현)
요우라촌(일본어: 四浦村)은 일본 구마모토현 구마군에 설치되었던 촌이다. 

## 역사
- 1889년 4월 1일 - 정촌제 시행에 의해 요우라촌이 성립하였다.
- 1956년 9월 1일 - 가와촌과 합병해 사가라촌이 되어 소멸했다.

## 참고 문헌
- 角川日本地名大辞典編纂委員会, 『角川日本地名大辞典 43 熊本県』1987, 角川書店